# Manuel Kofler
Manuel Kofler (* 13. April 1980 in Kolbermoor) ist ein ehemaliger deutscher Eishockeyspieler und derzeitiger -trainer, der sieben Spielzeiten in der Deutschen Eishockey Liga (DEL) als Spieler verbrachte. Seit Mai 2024 ist er als Assistenztrainer bei den Kölner Haien angestellt.

## Karriere
Kofler begann seine Karriere beim Sportbund Rosenheim und wechselte im Alter von 18 Jahren in die Regionalliga zum EHC Klostersee. Schon ein Jahr später wurde der Flügelstürmer von den Iserlohn Roosters verpflichtet, mit denen er in der Saison 1999/2000 den Aufstieg aus der 2. Bundesliga in die DEL feierte. Dort spielte er noch eine weitere Spielzeit für die Sauerländer, ehe er in der Saison 2001/02 zu den München Barons wechselte. Nach deren Umzug nach Hamburg spielte er ein Jahr für die Freezers und unterzeichnete 2003 einen Vertrag bei den Augsburger Panthern (AEV).
Sein Wechsel zum AEV stand zuerst nicht unter einem guten Stern, da er sich in der Sommerpause eine Sprunggelenksverletzung beim Klettern zuzog und somit für die gesamte Vorbereitung ausfiel. Er schaffte es trotzdem, sich in die Mannschaft zu spielen, und brachte es letztlich auf 31 Einsätze und immerhin 12 Scorerpunkte. In den beiden Folgejahren konnte er fast die kompletten Spielzeiten spielen und erreichte jeweils bessere Werte als in seinem ersten Augsburger Jahr. Kofler war unter anderem für seine sehr physische Spielweise bekannt. Zur Saison 2007/08 verließ er die Augsburger Panther und wechselte zu den Starbulls Rosenheim. Im Dezember 2007 musste Kofler seine Karriere aufgrund schwerer Verletzungen beenden.
Er durchlief alle Juniorennationalmannschaften des DEB und brachte es auf elf Einsätze in der A-Nationalmannschaft, wobei ihm eine Weltmeisterschafts-Teilnahme verwehrt blieb.

### Trainerlaufbahn
Im Juni 2012 wurde Kofler, der 2008 eine Trainerscheinprüfung ablegte, Nachwuchstrainer beim EHC Bad Aibling in der Nähe seiner Heimat Kolbermoor. Ab der Saison 2013/2014 war Kofler für vier Saisons als hauptamtlicher Trainer für drei Nachwuchsmannschaften sowie das Seniorenteam der Aibdogs, welches in der Landesliga Süd/West spielt, tätig. In seinen ersten beiden Jahren als Cheftrainer landete das Team jeweils auf einem vorderen Tabellenplatz. 
Zur Oberligasaison 2017/18 übernahm Kofler die Mannschaft der Starbulls Rosenheim als Cheftrainer und erreichte mit den Starbulls regelmäßig Siegquoten von über 60 Prozent. Zur Saison 2019/20 wurde Kofler Assistenztrainer bei den Nürnberg Ice Tigers aus der DEL. Dort war er bis zum Ende der Spielzeit 2023/24 tätig. Seit der Spielzeit 2024/25 ist er Assistenztrainer der Kölner Haie in der DEL.

## Erfolge und Auszeichnungen
- 1998 Aufstieg in die A-Gruppe bei der U18-Junioren-B-Europameisterschaft
- 2000 Deutscher Juniorenmeister mit dem Iserlohner EC
- 2000 Iserlohns Sportler des Jahres
- 2006 Auszeichnung für hervorragende sportliche Leistungen der Stadt Augsburg
- 2025 Deutscher Vizemeister mit den Kölner Haien (als Assistenztrainer)

## Karrierestatistik

### International
Vertrat Deutschland bei:
- U18-Junioren-B-Europameisterschaft 1998

(Legende zur Spielerstatistik: Sp oder GP = absolvierte Spiele; T oder G = erzielte Tore; V oder A = erzielte Assists; Pkt oder Pts = erzielte Scorerpunkte; SM oder PIM = erhaltene Strafminuten; +/− = Plus/Minus-Bilanz; PP = erzielte Überzahltore; SH = erzielte Unterzahltore; GW = erzielte Siegtore; 1 Play-downs/Relegation; Kursiv: Statistik nicht vollständig)